# Tuner
Tuner — музыкальный альбом из десяти композиций электронного дуэта «Ёлочные игрушки» (ЁИ/EU), в который входили Илья Барамия и Александр Зайцев. Альбом был выпущен петербургским лейблом «ChebuRec» 24 января 2004 года в формате CD; рисунки с надписями для релиза выполнил Юрий Барамия.

## TunerEP
В 2001 году британским лейблом «PAUSE_2 Recordings» на CD (в том числе как промо) был выпущен мини-альбом Tuner из шести композиций: Somn, Veefun, Most, Tuner, Veefunk, Complex. Премастеринг был выполнен Геннадием Плешковым, известным также под творческим псевдонимом Tenzor.

## Список композиций
Вся музыка написана ЁИ.
| №                   | Название            | № в EP              | Длительность  |
| ------------------- | ------------------- | ------------------- | ------------- |
| 1.                  | «Somn»              | 1                   | 5:21          |
| 2.                  | «Veefun»            | 2                   | 5:02          |
| 3.                  | «Most»              | 3                   | 5:58          |
| 4.                  | «NE)\|(NO»          |                     | 6:10          |
| 5.                  | «Tuner»             | 4                   | 5:09          |
| 6.                  | «Maybe»             |                     | 5:09          |
| 7.                  | «Not Only Strings»  |                     | 5:14          |
| 8.                  | «Veefunk»           | 5                   | 5:48          |
| 9.                  | «Old Tuner»         |                     | 2:41          |
| 10.                 | «Complex»           | 6                   | 5:23          |
| Общая длительность: | Общая длительность: | Общая длительность: | 51:59 / 32:36 |

## Критика
Александр Мурзак с сайта «Звуки.ру» похвалил альбом, назвав данный результат творчества «Ёлочных игрушек» изящным, красивым, концептуальным, действующим «по нервам и без наркоза». По мнению Александра, музыка в основном выполнена в привычном для дуэта стиле, композиции сложны и запутанны: «состоят из множественного переплетения ломаных сюжетных линий, каждая из которых имеет своё начало и конец; но даже в кислотно-психоделической атмосфере находится место для утончённого мелодизма и откровения классических сюжетов». Также Мурзак отметил, что независимый лейбл «ChebuRec» может стать своеобразной альтернативой электронным лейблам «Экзотика» и «Лёгкие».
Приятный на слух своим дистанцированием от банальных массовых музыкальных форм IDM "Елочных Игрушек" вызывает чувство лёгкой эйфории и приятное покалывание от удовольствия в процессе перемещения по футуристическим ландшафтам, которые возводят Зайцев и Барамия, где бы они не прошли, вращая настройки своего виртуального тюнера.Александр Мурзак
В обзоре издания «Музыкальная газета» было заявлено, что этим альбомом дуэт подтверждает свою репутацию одного из лучших российских электронных коллективов. По мнению рецензента, «альбом „Tuner“ обязательно порадует всех ценителей качественного IDM и ритмичной постиндустриальной электроники».
Это саунд окружающего мира, хрусты и шорохи, которые с подачи двух студийных кудесников легко и непринужденно превращаются в мелодичную, масштабную симфонию.Доктор Морозов